# 盖世太保与内务人民委员部间的系列会议
盖世太保-内务人民委员部会议是1939年末及1940年初，苏德两国秘密警察（盖世太保、內務人民委員部）根据苏德互不侵犯条约而召开了一系列会议。会场位於波兰境內的城市。雙方的目的是进行人口交换以及迫害波兰国民。